# 詹姆斯·克兰克
詹姆斯·克兰克（英語：James Cranke，1707年6月23日—1780年10月28日）出生于英国巴罗因弗内斯港附近的小厄斯维克村，其生命中的大部分时间都在该地度过。克兰克曾是一名泥水匠学徒，但依靠自学成才成为了肖像画家；他在1737年至1752年间在伦敦谋求发展。他曾就学于圣马丁巷学院。1744年，克兰克迎娶了一位知名的遗产受益人，并在布卢姆斯伯里广场开办了自己的画室。一些艺术史学家认为，如果不是健康原因迫使他返乡，他的画作产量本会更高。他选择的画布是帆布。
知名肖像画家乔治·罗姆尼幼时曾师从于詹姆斯·克兰克，他的出生地多尔顿因弗内斯镇贝克赛德村（Beckside）与克兰克的故乡毗邻。罗姆尼于1755年离开了该地区，并在肯德尔和伦敦开展了长达三十年的肖像画师工作。James Cranke教过他自己的一个儿子，James Cranke Jr（ 1746 -1826 ） ，并作为一个肖像的画家跟随他。
成功的James Cranke和他的儿子的绘画技术帮助他们的家庭成为当地重要的地主。在1854年，Furness Railway铁路说服他们的后裔出售其在农村夫人产业Hindpool，这使巴罗镇的发展开始。
James Cranke也因是数学家John Cranke的父亲而著名。可以通过一副被Cranke修改的《最后的晚餐》看到圣母和圣迈克尔教堂和Great Urswick村 。